# Comté de Chippewa (Wisconsin)
Pour les articles homonymes, voir Comté de Chippewa.
Le comté de Chippewa est un comté situé dans l'État du Wisconsin aux États-Unis. Son siège est Chippewa Falls. Selon le recensement de 2000, sa population était de 55 195 habitants.

## Comtés limitrophes
| Nord-Ouest : Comté de Barron | Nord : Comté de Rusk     |                          |
| Ouest : Comté de Dunn        | Comté de Chippewa        | Est: Comté de Taylor     |
|                              | Sud : Comté d'Eau Claire | Sud-Est : Comté de Clark |